# Roger Lagadec

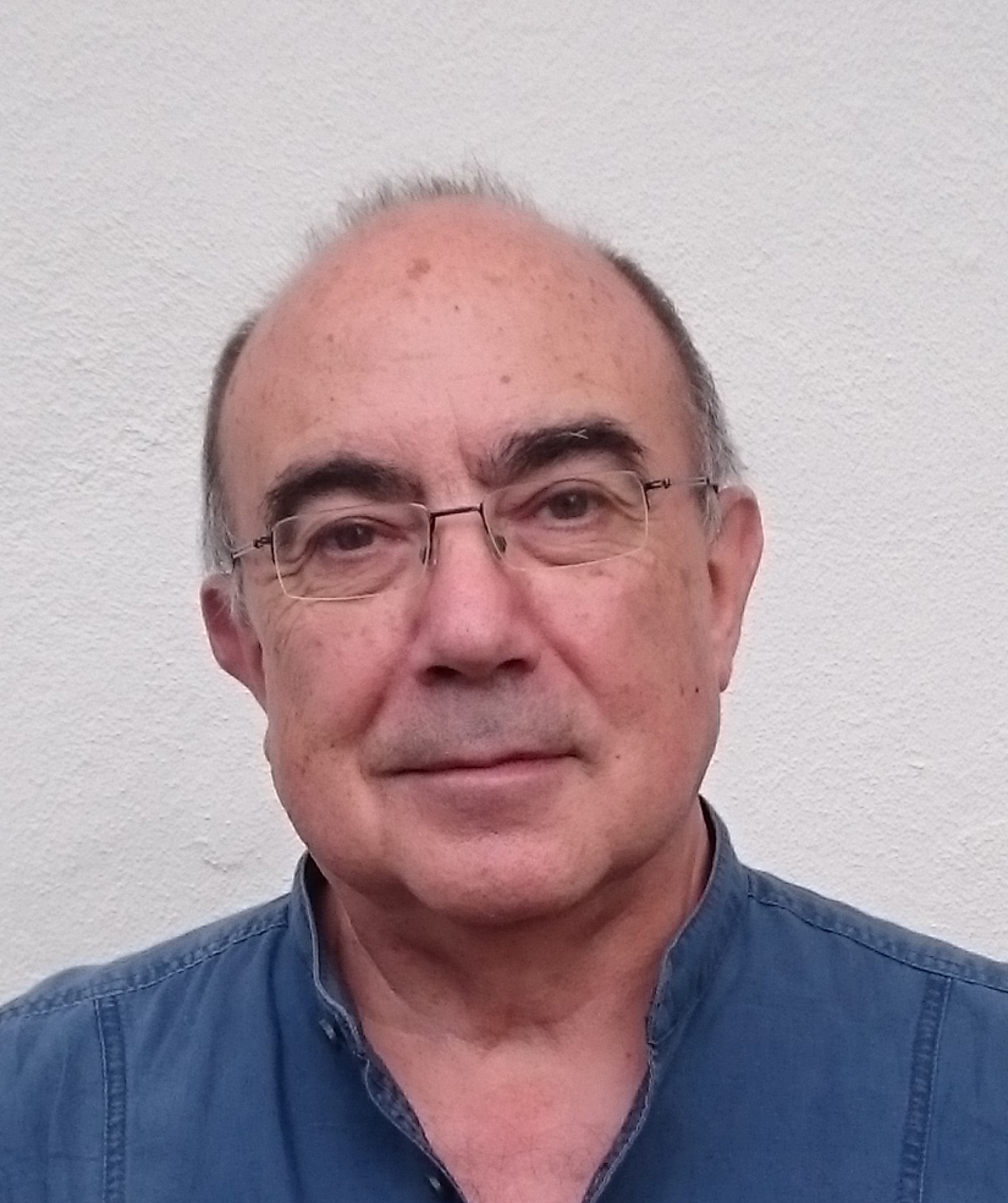
Roger Lagadec, 2019

Roger Lagadec (* 10. September 1946 in Horgen) ist ein Schweizer Elektroingenieur und Pionier der Audiotechnik.

## Leben
Roger Lagadec hatte einen französischen Vater und eine Schweizer Mutter. Er wuchs in Frankreich auf und besuchte das Lycée Charlemagne in Paris. Dieses Gymnasialstudium schloss er mit dem Baccalauréat im Jahr 1963 ab. Dann studierte er Elektrotechnik an der ETH Zürich bis 1968 und wurde anschliessend Assistent von Ernst Baumann am Institut für Technische Physik an derselben Hochschule. Als Oberassistent an diesem Institut wurde er Nachfolger von Arvind Shah. Dort wurde Lagadec mit einer Arbeit über Signalverarbeitung in der Telekommunikation unter dem Titel Digitale Kanalumsetzer nach dem Quadraturverfahren zum Dr. sc. techn. promoviert. 1973 erwarb er das Schweizer Bürgerrecht in der Gemeinde Kloten. Seine erste industrielle Tätigkeit erfolgte ab 1979 bei der Firma Studer Revox in Regensdorf ZH als Produkteleiter für Digitale Studiotechnik. Diese Firma war bekannt für Tonbandgeräte höchster Qualität. Bedeutende technische Beiträge von Lagadec betreffen PCM-Digitalaudio. Er wurde als Erfinder auf Patenten für Verfahren der zeitechten Abtastratenumwandlung (beliebige, auch zeitlich variable Verhältnisse, mehrstufige und einstufige Verfahren) genannt und veröffentlichte mehrere entsprechende Fachbeiträge. Ursprünglich war lediglich eine Umsetzung zwischen digitalen Tonsignalen unterschiedlicher Abtastfrequenzen in einfachen, exakt ganzzahligen Verhältnissen (etwa 16:25) bekannt. Lagadec erfand und publizierte 1981 als Erster ein Verfahren zur Umsetzung bei beliebigen, auch zeitlich driftenden oder schwankenden Abtastfrequenzen, und entwickelte auch ein entsprechendes professionelles Produkt bei seinem damaligen Arbeitgeber Studer. Das Verfahren wurde seitdem weltweit in zahlreichen Audio-Produkten, vor allem in Chips (AD-Wandler, Abtastratenumsetzer, dedizierte Schnittstellen) und in Geräten der Unterhaltungselektronik eingesetzt.
Mitte der 1980er-Jahre stellte Lagadec fest, dass Unternehmensleiter Willi Studer die Auswirkungen der digitalen Audio- und Videotechnik auf seine Firma nicht wahr haben wollte. Deshalb wechselte Lagadec 1985 zum damaligen Marktführer für Audiotechnikprodukte Sony. Er war Gesamtverantwortlicher der Professional Audio Division von Sony in Atsugi, Japan, von 1987 bis 1991, einer von wenigen Europäer in der Geschäftsleitung renommierter japanischer Unternehmen. Anschliessend übersiedelte er nach Europa, wo er Technischer Direktor von Sony Europa in Köln wurde. Insgesamt arbeitete er acht Jahre für Sony.
Für seine ausserordentlichen Leistungen auf dem Fachgebiet der Tontechnik wurde er mehrfach ausgezeichnet. Die bedeutendste internationale Fachorganisation auf dem Gebiet der Tontechnik (Audio Engineering Society AES) ehrte ihn mit deren Fellowship im Jahre 1983. Für die Jahreskonferenz der AES 1999 wurde er eingeladen, das Einführungsreferat (Richard C. Heyser Memorial Lecture, Keynote Speaker) zu halten. Lagadec wurde durch die Herausgeber des Buches Ingenieure bauen die Schweiz gebeten, einen Beitrag über seine Tätigkeit und Erfahrungen in der Audioindustrie zu schreiben.
Von 1996 bis 1998 war er daraufhin für die Schweizer Ringier-Mediengruppe im Bereich der elektronischen Medien tätig. Ab 1999 bis zu seiner Pensionierung arbeitete Lagadec für Swisscom in unterschiedlichen Funktionen im Bereich Future Products. Einige Patente aus dieser Zeit sind Zeugnis von seinem Ideenreichtum.

## Veröffentlichungen
- Das Auge hört mit. Willi Studer - ein Patron im technologischen Umbruch. In: Ingenieure bauen die Schweiz, 2013
- mit Ernst Baumann: Physikalische Grundlagen der Elektrotechnik (Autographie des physikalisch orientierten Teils der Vorlesung Elektronik II im 5.Semester an der Abteilung IIIB der ETH Zürich). Vorlesungstext, AMIV, 1976.
- Liste von Veröffentlichungen während der Tätigkeit von Roger Lagadec für Studer Revox. dblp computer science bibliography, abgerufen am 17. Juni 2019
- Roger Lagadec und Thomas Stockham: Dispersive Models from A-to-D and D-to-A Conversion Systems. Preprint No. N-2097 (H8), Convention of the Audio Engineering Society, Paris, März 1984.

## Patente
- Liste von Patenten mit Lagadec als Erfinder oder Miterfinder.

## Mitgliedschaften
- ehemaliger Governor des internationalen Verbandes Audio Engineering Society
- ehemaliger Vizepräsident der Swiss Interactive Media Association (Sima).[10]

## Ehrungen
- Die Audio Engineering Society (AES) ehrte ihn als Fellow.